# Gerald Brosseau Gardner

Gerald Gardner um das Jahr 1960. (Zeichnung nach Vorlage von Fotografien)

Gerald Brosseau Gardner (* 13. Juni 1884 in Blundellsands, Merseyside; † 12. Februar 1964 auf See, vom Libanon kommend), auch bekannt unter seinem magischen Namen Scire, war ein englischer Beamter, Autor, Okkultist und der Begründer des Gardenischen-Wicca.
Gerald Gardner zählt zusammen mit Doreen Valiente, Raymond Buckland und Eleanor Bone zu den wichtigsten Personen in der Wicca-Bewegung.

## Leben

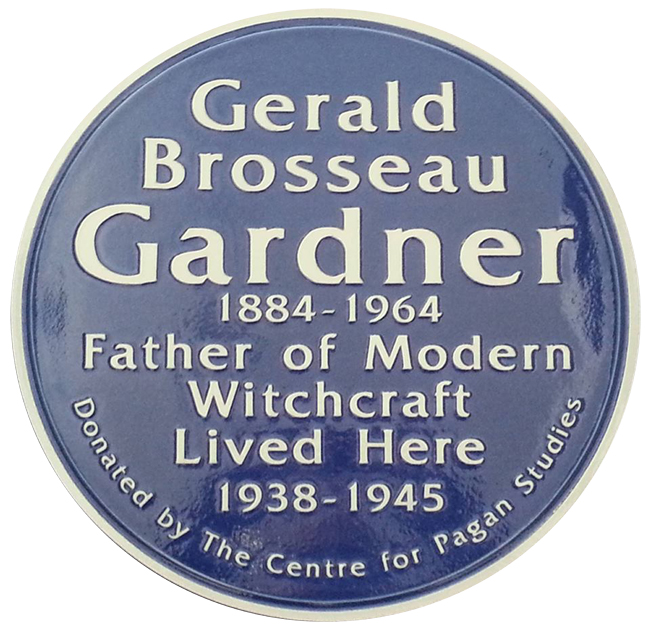
Gerald Gardner-Plakette an seinem ehemaligen Haus

Als Kind reiste Gardner aufgrund einer Asthma-Erkrankung regelmäßig durch Deutschland. Als Erwachsener wurde er in Ceylon ansässig und betrieb dort eine Tee-Plantage. Später zog er von Ceylon nach Malaysia und beschäftigte sich mit den alten Kulturen des Landes. Auf sein besonderes Interesse stießen die magischen Riten und die Benutzung von magischen Waffen.
Im Jahre 1936 veröffentlichte er das Buch Keris and Other Malay Weapons, welches sich mit seinen früheren Studien der alten Kulturen befasste. Mit seiner Frau Donna Gardner zog er im selben Jahr nach England.
Auf einer seiner Reisen lernte er Zypern kennen. Er war von dieser Insel fasziniert und glaubte, diese aus einem früheren Leben zu kennen. Zypern widmete er auch sein zweites Buch A Goddess Arrives, welches er 1939 unter dem Pseudonym Scire veröffentlichte. Als Gardner in die Gegend von New Forest zog, stieß er auf den Orden Rosicrucian Order Crotona Fellowship, wurde dessen Mitglied und lernte dort Dafo kennen. Dafo war (später neben Gardner) Hohepriesterin eines vermutlich durch George Pickingill gegründeten Coven, dem New Forest Coven. Gardner wurde in diesen Coven 1939 initiiert. Im gleichen Jahr wurde er ebenfalls Mitglied der Folklore Society und bekam dadurch Kontakt mit Margaret Murray.
Mit der Erlaubnis von Dafo bzw. der Erlaubnis ihres Coven veröffentlichte er 1949 seinen zweiten Roman High Magic’s Aid. In diesem Buch werden die Grundzüge des Gardenischen-Wicca beschrieben, allerdings in einer rein fiktionalen Form. Grund hierfür war, dass „Hexerei“ zu dieser Zeit in England noch als Verbrechen zählte. Auch dieses Buch wurde unter dem Pseudonym Scire veröffentlicht, welches er im Coven als magischen Namen angenommen hatte. Der Inhalt des Romans sollte auch das Verständnis der Allgemeinheit über das Hexentum fördern und verändern. Angeblich unter dem Einfluss des Buches wurde 1951 im Vereinigten Königreich der Witchcraft Act durch Winston Churchill aufgehoben.
Gardner zog später nach London um, wo er gemeinsam mit mehreren Mitgliedern des ehemaligen New Forest Coven den Bricket Wood Coven gründete, welcher der erste Coven war, der sich selbst als Glaubensgemeinschaft des Wicca ansah.
Noch vor dem Beginn des Zweiten Weltkrieges lernte Gardner Arnold Crowther kennen. Dieser machte Gardner 1946 mit Aleister Crowley bekannt. Gardner traf Crowley insgesamt dreimal und wurde in dessen Ordo Templi Orientis zum VII° initiiert. Nach dem Tod von Crowley hatte Gardner des Öfteren Kontakt zu dessen Schüler Kenneth Grant. Er war mit Austin Osman Spare bekannt, von dem er sich gelegentlich Talismane und Amulette anfertigen ließ und befreundete sich mit Ross Nichols, dem späteren Gründer des Orden der Barden, Ovaten und Druiden.
Im Jahre 1953 traf Gardner Doreen Valiente, die später in seinem Coven initiiert wurde. Sie ersetzte einen Großteil der durch Aleister Crowley beeinflussten Passagen des Buches der Schatten mit vom Göttinenkult geprägten Texten und ergänzte das Buch um zahlreiche prosaische Texte.
Gardner legte 1954 mit seinem vierten Buch Witchcraft Today die Grundlage für die schriftliche Fixierung des Wicca (Gardner selbst verwendete die Schreibweise Wica) und der gardenischen Wicca-Tradition. Zusammen mit Cecil Williamson arbeitete Gardner im Museum of Witchcraft (dt. Museum der Hexenkunst) auf der Isle of Man, welches später nach Boscastle, Cornwall, umzog. Im Museum sind viele von Gardners Briefen, Aufzeichnungen und Bildern ausgestellt.
1959 veröffentlichte Gardner sein letztes Buch, The Meaning of Witchcraft.
Ein Jahr später initiierte er Patricia Dawson, die wiederum Gardners alten Freund Arnold Crowther initiierte. Patricia Dawson heiratete Arnold Crowther und führte unter dem Namen Patricia Crowther gemeinsam mit vielen weiteren Personen, wie Raymond Buckland und Eleanor Bone nach Gardners Tod seine Tradition fort.
Im Jahre 1960 starb Gardners Ehefrau Donna. Raymond Buckland und dessen Frau waren die letzten beiden Personen, die durch Gerald Gardner initiiert wurden, bevor dieser am 12. Februar 1964 auf einer Schiffsreise verstarb. Sein Grab befindet sich in Tunis.

## Schriften
- Keris and Other Malay Weapons. Progressive, Singapur 1936.
- A Goddess Arrives. A Novel. A. H. Stockwell, London 1939.
- High Magic’s Aid. 1949. Publiziert: Weiser, New York 1975. Neuausgabe: Aurinia Books, 2010, ISBN 978-0-9566182-0-7.
- Witchcraft Today. Einleitung von Margaret Murray. Rider and Co., London u. a. 1954. Neuausgabe: Citadel Press, New York NY 2004, ISBN 0-8065-2593-2.
  - Deutsche Ausgabe: Ursprung und Wirklichkeit der Hexen. Übersetzt von Ursula von Mangoldt. O. W. Barth, Weilheim 1965.
  - Neuausgabe: Die Weisheit der Wicca – Das legendäre Buch „Witchcraft Today“. Aurinia Verlag, Hamburg 2012, ISBN 978-3-937392-87-5.
- The Meaning of Witchcraft. Aquarian Press, London 1959. Neuausgabe: Weiser, Boston 2004, ISBN 1-57863-309-5.
- The Museum of Magic and Witchcraft. The Story of the Famous Witches Mill at Castletown, Isle of Man. Selbstverlag, 1957.